# إلسا جاكوبسن
إلسا جاكوبسن (16 مارس 1995 - ) هي لاعبة كرة قدم دانمركية في مركز الوسط. شاركت مع منتخب جزر فارو لكرة القدم للسيدات. أما مع النوادي، فقد لعبت مع Argja Bóltfelag (women) ‏ وHavnar Bóltfelag (women) ‏.

## وصلات خارجية
- إلسا جاكوبسن على موقع Soccerway.com (الإنجليزية)